# Tankmonument
Een tankmonument is een gedenkteken in de openbare ruimte, dat bestaat uit een niet meer in militaire functie zijnde tank of een ander militair rups- of pantservoertuig, meestal met een gedenkplaat met informatie betreffende het monument.
Een tankmonument is veelal opgericht ter herdenking van een oorlog, een oorlogshandeling of oorlogsslachtoffers. Een tankmonument is dan ook vaak een oorlogsmonument of een bevrijdingsmonument. Soms maakt een tank of een tankmonument deel uit van een meer omvattend gedenkteken. Ook worden tanks wel als monument gebruikt om de (historische) aanwezigheid van een militaire basis in een gebied of gemeente te benadrukken of te herdenken.
Hieronder een (incomplete) lijst met tankmonumenten. De kolommen zijn sorteerbaar.

## Tankmonumenten Benelux

### België
| Opgericht | Naam                                                           | Plaats              | Type tank              | Toelichting | Afbeelding |
| --------- | -------------------------------------------------------------- | ------------------- | ---------------------- | --- | ---------- |
| 1979      | Bevrijdingsmonument Tielt                                      | Tielt               | Sherman Firefly        | |            |
|           | Tankmonument                                                   | Houffalize          | Panther Ausf. G        | |            |
|           | Tankmonument                                                   | Celles              | Panther Ausf. G        | De leidende Duitse Panthertank van Kampfgruppe von Cochenhausen, uitgeschakeld op 24-12-1944.                                                                               |            |
|           | Tankmonument                                                   | Grandmenil          | Panther Ausf. G        | |            |
| 1985      | Tankmonument                                                   | Beffe               | M4 Sherman             | |            |
| 1984      | Tankmonument                                                   | Vielsalm            | M4A1 Sherman           | |            |
|           | Tankmonument                                                   | Wibrin              | M4 Sherman             | Loop is geëxplodeerd, rechterachterzijde weggeslagen. |            |
|           | Tankmonument                                                   | Hermeton-sur-Meuse  | M4A4 Sherman           | |            |
|           | Tankmonument                                                   | Bastenaken          | M4 Sherman             | Bijnaam 'Barracuda', op 30 december 1944 uitgeschakeld nabij het gehucht Renuamont.                                                                                         |            |
| 1977      | Tankmonument                                                   | Kotem               | Buffalo Mark IV        | Amfibisch rupsvoertuig, gezonken in de Maas op 5 maart 1945. |            |
|           | Tankmonument                                                   | La Gleize           | Tiger II (Königstiger) | |            |
| 2000      | Tankmonument (17pdr SP Achilles)                               | La Roche-en-Ardenne | 17pdr SP Achilles      | |            |
| 2004      | Tankmonument (M4A1 Sherman)                                    | La Roche-en-Ardenne | M4A1 Sherman           | |            |
| 1984      | Tankmonument                                                   | Leopoldsburg        | Sherman Firefly        | |            |
|           | Tankmonument                                                   | Hechtel             | Sherman Firefly        | |            |
|           | Tankmonument                                                   | Klein-Willebroek    | Sherman Firefly        | |            |
| 1990      | Tankmonument                                                   | Balgerhoeke         | Sherman M4A4           | |            |
| 1984      | Tankmonument                                                   | Aarlen              | M10 Tank Destroyer     | |            |
| 2003      | Tankmonument                                                   | Mopertingen         | Sherman M4A4           | |            |
| 2004      | Bevrijdingsmonument                                            | Meerhout            | FV103 Spartan          | De FV103 Spartan is een pantserinfanterievoertuig |            |
| 2000      | Tankmonument                                                   | Zelzate             | Leopard I              | |            |
| 1994      | Huldemonument                                                  | Moerbrugge          | Achilles               | Kunstwerk uit tankdelen door Ben Snauwaert, herinnerend aan de Slag om Moerbrugge (1944) en "het drama van de oorlog" symboliserend. Een gedenkplaat bestond al sinds 1949. |            |
| 1997      | Monument Leiebrug                                              | Desselgem           | M108-houwitser         | Het monument herinnert aan de Leieslag. |            |
| 2012      | Oorlogsmonument Brasschaat                                     | Brasschaat          | M108-houwitser         | |            |
| 1947      | Cromwelltank                                                   | Antwerpen           | Cromwell Mk V          | |            |
|           | Monument voor de 30ste Infanterie Divisie                      | Stavelot            | M3A1 Half-Track        | |            |
|           | Gidsenmonument                                                 | Maldegem            | Leopard                | |            |
|           | Tankmonument                                                   | Embourg             | M41 Walker Bulldog     | |            |
| 2004      | Tankmonument                                                   | Wiemesmeer          | M41 Walker Bulldog     | Op bijgaande gedenkplaat: '60 jaar bevrijding door 2nd Armored Division "Hell on Wheels" 14 september 2004 / 1994 - 2004'.                                                  |            |
|           | Tankmonument                                                   | Elsenborn           | M108-houwitser         | Op een rotonde bij Kamp Elsenborn. |            |
| 1994      | Tankmonument                                                   | Stockem             | FV101 Scorpion         | Op plantsoen tussen Route de Bouillon en Rue des Tilleuls. Plaquette in Frans en Nederlands: "Aangeboden door de School voor pantsertroepen en de Groep CVR-T 1952 – 1994". |            |
|           | Herdenkingsmonument voor de 9de Amerikaanse Infanterie Divisie | Monceau-Imbrechies  | M47 Patton             | Hier vochten op 2 september 1944 de eerste Amerikaanse troepen op Belgisch grondgebied, en wel tegen de 2de Duitse Pantserdivisie.                                          |            |
|           | Monument Fort Aubin-Neufchâteau 1940                           | Neufchâteau (Luik)  | M46 Patton             | Het monument herdenkt de Belgische slachtoffers van de elfdaagse strijd om Fort Aubin-Neufchâteau in mei 1940. De M46 Patton werd in 2012 aan het monument toegevoegd.      |            |
| 1994      |                                                                | Thimister-Clermont  | Sherman Firefly        | Bij het Remember Museum '39-'45 |            |

### Nederland
| Opgericht | Naam                                    | Plaats               | Type tank                | Toelichting | Afbeelding |
| --------- | --------------------------------------- | -------------------- | ------------------------ | --- | ---------- |
| 1990      | Canadese tank op de Langenberg          | Ede                  | M4 Sherman               | |            |
| 1984      | Canadees monument                       | Eede                 | Universal Carrier        | Als onderdeel toegevoegd aan het in 1954 opgerichte Nationaal Monument 'De Nederlandse Maagd'.                                                             |            |
| 1945      | Panther D-Tank                          | Breda                | Panther Ausf. D          | Geschonken door de Poolse bevrijders, als herinnering aan de bevrijding van Breda op 29 oktober 1944 door de 1e Poolse Pantserdivisie van generaal Maczek. |            |
| 1988      | Sherwood Rangers-monument               | Groesbeek            | Grizzly 1                | |            |
|           | Tankkazemat IJssellinie                 | Olst                 | Sherman                  | De grotendeels in beton gestorte tank (alleen de geschutskoepel is zichtbaar) maakte in de Koude Oorlog deel uit van de IJssellinie.                       |            |
| 1978      | Tankmonument                            | Woensdrecht          | Sherman                  | |            |
| 2017      | Tankkazemat Meinerswijk                 | Meinerswijk (Arnhem) | M4 Sherman               | In 2017 werd bij een van de resterende tankkazematten bij Arnhem een stalen silhouet van een Sherman, op ware grootte, als kunstwerk geplaatst.            |            |
| 1961      | Tankmonument                            | Westkapelle          | M4A4 Sherman             | Achtergelaten tijdens de Strijd om Walcheren. Staat nabij het Polderhuis Westkapelle Dijk- en Oorlogsmuseum. Gerestaureerd in 1994, en 2021.               |            |
| 2017      | Sherman-tank bij de IJsselbrug          | Doesburg             | Sherman                  | Opgeknapt in 2016; een bijbehorend informatiebord met getekende dwarsdoorsnede werd in mei 2017 door generaal b.d. Mart de Kruif onthuld.                  |            |
| 1983      | UNIFIL-monument (Havelte)               | Havelte              | DAF YP-408 PWI-MT        | Pantservoertuig, fungerend als ornament bij het UNIFIL-monument; in 2014 werd de 'oude' in Libanon gebruikte YP-408 vervangen door een andere YP-408.      |            |
| 2011      | Monument 7de Amerikaanse Pantserdivisie | Overloon             | Sherman                  | Het monument werd opgericht in 2008, de tank werd in 2011 toegevoegd. Het monument staat nabij Oorlogsmuseum Overloon, maar vormt er geen deel van.        |            |
| 1945      | Tank in het Canadapark                  | Doetinchem           | Sherman Medium Tank M4A4 | Opgeknapt in 1965 en 1995. |            |
| 1995      | Kangoeroemonument                       | Mill                 | Ram Kangaroo             | |            |

### Luxemburg
| Opgericht   | Naam                  | Plaats     | Type tank        | Toelichting | Afbeelding |
| ----------- | --------------------- | ---------- | ---------------- | --- | ---------- |
| 1946        | Tankmonument          | Wiltz      | M4 Sherman       | De tank stond tot 2014 op het Place des Martyrs en is na restauratie in 2016 verhuisd naar het uitkijkpunt "Belle-Vue".                                                                                             |            |
|             |                       | Clervaux   | M4 Sherman       | De tank staat bij het kasteel van Clervaux |            |
| 1954 / 1970 | Patton Square         | Ettelbruck | M4A1(75) Sherman | Het monument uit 1954, een stele waarop een adelaar, werd in 1970 uitgebreid met een standbeeld van George S. Patton en de Sherman.                                                                                 |            |
|             | Square Hyman Josefson | Pétange    | M8 Greyhound     | Monument ter nagedachtenis van de eerste gevallen Amerikaanse soldaat in Luxemburg, opgericht in 1947 en ontworpen door Claus Cito. De M8 Greyhound, het voertuig van Josefson, is waarschijnlijk later toegevoegd. |            |

## Tankmonumenten elders

### Azerbeidzjan
| Opgericht | Naam                                    | Plaats  | Type tank | Toelichting | Afbeelding |
| --------- | --------------------------------------- | ------- | --------- | --- | ---------- |
|           | Monument voor de bevrijding van Sjoesji | Sjoesji | T-72      | In de avond van 8 mei 1992 vond langs deze weg een treffen tussen Karabachers en Armeniërs enerzijds en Azeri's anderzijds plaats dat in de opvolgende dag leidde tot de verovering van Sjoesji. Dit treffen was een onderdeel van de Oorlog in Nagorno-Karabach. Het monument bestaat uit de in de slag beschadigde tank van Gagik Avsharyan, die voor dit doel achteraf werd opgeknapt. |            |

### Cuba
| Opgericht | Naam                            | Plaats | Type tank | Toelichting                                                                                     | Afbeelding |
| --------- | ------------------------------- | ------ | --------- | ----------------------------------------------------------------------------------------------- | ---------- |
|           | Fidel Castro's Varkensbaai Tank | Havana | SU-100    | Fidel Castro zou persoonlijk met deze tank de Invasie in de Varkensbaai mede hebben afgeslagen. |            |

### Duitsland
| Opgericht | Naam                  | Plaats            | Type tank | Toelichting | Afbeelding |
| --------- | --------------------- | ----------------- | --------- | --- | ---------- |
| 1945      | Sowjetisches Ehrenmal | Berlin-Tiergarten | 2 × T-34  | Door de Sovjets opgericht als onderdeel van een oorlogsmonument vlak bij de Brandenburger Tor, ter herdenking van gesneuvelde Sovjetsoldaten. De tanks vochten mee in de Slag om Berlijn in 1945. In 2014 gingen stemmen op om de tanks te verwijderen (in verband met de annexatie van de Krim door Rusland), maar dit is niet doorgegaan. Ook staan er twee houwitsers opgesteld. |            |

### Frankrijk
| Opgericht                                | Naam                      | Plaats                                  | Type tank            | Toelichting | Afbeelding |
| ---------------------------------------- | ------------------------- | --------------------------------------- | -------------------- | --- | ---------- |
| Na 1976 (het jaar van begin restauratie) | Churchill Mk IV AVRE Tank | hoofduitgang Juno Beach (Graye-sur-Mer) | Mk IV Churchill AVRE | Dit monument herdenkt de landing in Normandië in 1944. De tank, horend bij het British 26th Engineer Squadron, raakte tijdens deze landing in een bomkrater of tankgracht en vier van de zes bemanningsleden sneuvelden bij het verlaten van de beschadigde tank. |            |
| 1997                                     | M24 Chaffeetank           | Spicheren                               | M24 Chaffee          | Dit monument werd geschonken door oorlogsveteranen van de 70th Infantry Division, ter herdenking van de bevrijding van Spicheren. |            |

### Libanon
| Opgericht | Naam                    | Plaats                | Type tank                               | Toelichting                                                | Afbeelding |
| --------- | ----------------------- | --------------------- | --------------------------------------- | ---------------------------------------------------------- | ---------- |
| 1995      | Hope for Peace Monument | Yarze (nabij Beiroet) | 83 tanks en andere militaire voertuigen | In opdracht van de Libanese regering ontworpen door Arman. |            |

### Rusland
| Opgericht | Naam                                       | Plaats      | Type tank | Toelichting                                  | Afbeelding |
| --------- | ------------------------------------------ | ----------- | --------- | -------------------------------------------- | ---------- |
| 1980      | Monument voor de heldhaftige tankbemanning | Kaliningrad | T-34-85   | In herinnering aan de Slag om Koningsbergen. |            |

### Slowakije
| Opgericht | Naam              | Plaats                 | Type tank          | Toelichting | Afbeelding |
| --------- | ----------------- | ---------------------- | ------------------ | --- | ---------- |
|           | Monument Duklapas | Údolie smrti (Svidník) | T-34-85 en Pz IV J | Monument in de Údolie smrti ('Vallei des doods'), uitbeeldend het verslaan van Duitse door Russische tanktroepen in de Slag bij de Duklapas, aan de Pools-Slowaakse grens |            |

### Tsjechië
| Opgericht              | Naam                                                     | Plaats | Type tank | Toelichting | Afbeelding |
| ---------------------- | -------------------------------------------------------- | ------ | --------- | --- | ---------- |
| 1945 (roze sinds 1991) | Monument voor Sovjettankbemanningen (ook wel: Roze tank) | Praag  | IS-2-tank | Als monument onthuld door de Russische maarschalk Konev, ter herinnering aan de bevrijding van Praag van de Duitse bezetters. Verdween na enkele incidenten na 1 juli 2012 uit het beeld. |            |

### Groot-Brittannië
| Opgericht | Naam                  | Plaats        | Type tank        | Toelichting | Afbeelding |
| --------- | --------------------- | ------------- | ---------------- | --- | ---------- |
| 1984      | Sherman Tank Memorial | Slapton Sands | M4 Sherman       | De Sherman Tank Memorial dient als Exercise Tiger Memorial. |            |
| 1998      | Desert Rat Memorial   | Thetford      | Mark IV Cromwell | Monument voor de Britse 7e Pantserdivisie. In 2004 uitgebreid tot monument ook voor 4th Armoured Brigade (The Black Rats) en de 7th Armoured Brigade (The Green Jerboa). |            |